# Badische Tenderreihe 3 T 13,5
Die Badische Tenderreihe 3 T 13,5 war eine Schlepptenderreihe der Großherzoglich Badischen Staatseisenbahnen. Die Zahl vor dem T beschreibt die Achsformel und die hinten den Wasserkasteninhalt in Kubikmetern.

## Geschichte
Verwendet wurde dieser dreiachsige Typ bei jeweils einem Teil der Schnellzug-Dampflokomotiven der Gattung IV e und der Güterzuglokomotiven der Gattungen VII d und VIII c. Außerdem bekamen die vier Exemplare der VII c, die anfangs zweiachsige Tender verwendeten, nach 1913 ebenso Tender dieser Baureihe. Die 119 Exemplare, die in den Bestandslisten vom 1. Januar 1913 enthalten sind, wurden von sechs verschiedenen Wagenbauanstalten und Lokomotivfabriken zwischen 1892 und 1902 gebaut. Die Maße waren fast identisch mit denen der Tender der Reihe 3 T 14, weshalb die Tender äußerlich nur schwer zu unterscheiden waren.